# لیک (ویرجینیا)
لیک (به انگلیسی: Lake) یک منطقهٔ مسکونی در ایالات متحده آمریکا است که در شهرستان نورث‌آمبرلند، ویرجینیا واقع شده‌است.